# Campeonato Mundial Femenino de Ajedrez 2013
El 37º Campeonato mundial femenino de ajedrez se desarrolló en septiembre del año 2013 en Taizhou. Esta edición enfrentó a la campeona del mundo Anna Ushenina contra Hou Yifan, ganadora de la serie de Grand Prix. En esta edición, Hou recuperó su título tras haberlo perdido el año anterior.

## Grand Prix
El Grand Prix consistió de un circuito de 6 campeonatos alrededor del mundo donde las mejores jugadoras del mundo se enfrentaban entre sí. De acuerdo a sus posiciones en dichos campeonatos, se les otorgaba una cierta cantidad de puntos. Al final de los seis campeonatos, los puntos se sumarían para determinar a la campeona. En esta edición, Hou fue nuevamente la ganadora de este circuito, por lo que obtuvo el derecho de retar a Ushenina por el título.
| pos.    | Jugadora                   | Rostov 2011 | Shenzhen 2011 | Nalchik 2011 | Kazan 2012 | Jermuk 2012 | Ankara 2012 | Total |
| ------- | -------------------------- | ----------- | ------------- | ------------ | ---------- | ----------- | ----------- | ----- |
| 1.      | GM Hou Yifan               | 160         | 160           |              | 100        | 160         |             | 480   |
| 2.      | GM Humpy, Koneru           | 65          |               |              | 145        | 110         | 160         | 415   |
| 3.      | GM Mužičuk, Anna           | 100         | 130           |              | 145        |             | 130         | 405   |
| 4.      | GM Zhao Xue                |             | 75            | 160          |            | 60          | 110         | 345   |
| 5.      | GM Lahno, Kateryna         | 130         |               | 80           | 50         | 110         |             | 320   |
| 6.      | Ju Wenjun                  |             | 100           | 130          |            | 75          | 50          | 305   |
| 7.      | GM Čmilytė, Viktorija      |             | 35            | 100          | 100        |             | 85          | 285   |
| 8.      | GM Kosintseva, Nadezhda    | 80          |               | 55           | 35         | 110         |             | 245   |
| 9.      | WGM Ruan Lufei             | 30          | 75            |              |            | 75          | 85          | 235   |
| 10.     | IM Kosintseva, Tatiana     | 100         |               | 55           | 60         |             | 60          | 220   |
| 11.     | GM Danielian, Elina        | 45          | 50            |              | 75         | 45          |             | 170   |
| 12.-13. | IM Kovalevskaya, Ekaterina | 20          | 20            | 100          |            | 30          |             | 150   |
| 12.-13. | IM Munguntuul, Batkhuyag   |             | 60            | 20           |            | 20          | 70          | 150   |
| 14.     | GM Stefanova, Antoaneta    | 45          |               | 55           | 35         |             | 40          | 140   |
| 15.     | IM Galliamova, Alisa       | 65          |               | 30           | 20         |             |             | 115   |
| 16.     | WGM Tan Zhongyi            |             | 100           |              |            |             |             | 100   |
| 17.     | GM Kosteniuk, Alexandra    | 10          |               | 10           | 75         |             |             | 95    |
| 18.     | GM Zhu Chen                |             | 35            | 55           |            |             |             | 90    |
| 19.     | WIM Yıldız, Betül Cemre    |             | 10            |              | 10         |             | 30          | 50    |
| 20.     | IM Mkrtchian, Lilit        |             |               |              |            | 45          |             | 45    |
| 21.     | GM Soćko, Monika           |             |               |              |            |             | 20          | 20    |
| 22.-23. | IM Khurtsidze, Nino        |             |               |              |            | 10          |             | 10    |
| 22.-23. | WGM Öztürk, Kübra          |             |               |              |            |             | 10          | 10    |

## Ushenina vs. Hou
El Campeonato del mundo se disputó mediante un encuentro a 10 partidas donde la primera jugadora en obtener 5½ puntos sería consagrada campeona.
|               | Rtg. | 1 | 2 | 3 | 4 | 5 | 6 | 7 | 8 | 9 | 10 | Total |
| ------------- | ---- | - | - | - | - | - | - | - | - | - | -- | ----- |
| Anna Ushenina | 2500 | 0 | ½ | 0 | ½ | ½ | 0 | 0 |   |   |    | 1½    |
| Hou Yifan     | 2609 | 1 | ½ | 1 | ½ | ½ | 1 | 1 |   |   |    | 5½    |